# Tmetonota terrosa
Tmetonota terrosa är en insektsart som beskrevs av Henri Saussure 1888. Tmetonota terrosa ingår i släktet Tmetonota och familjen gräshoppor. Inga underarter finns listade i Catalogue of Life.